# Al-Najma SC
Al-Najma Sports Club (arab. نادي النجمة) – bahrajński klub piłkarski mający siedzibę w mieście Manama. Obecnie występuje na najwyższym poziomie rozgrywkowym w Bahrajnie – Bahraini Premier League. Klub posiada również sekcje piłki ręcznej, siatkówki i koszykówki.

## Sukcesy
- Bahraini Premier League

Mistrzostwo (1×): 1974/75
- Puchar Króla Bahrajnu

Zdobywca (7×): 1969, 1988, 1992, 1994, 2006, 2007, 2017/18
Finalista (5×): 1967, 1971, 1978, 1987, 2008
- Superpuchar Bahrajnu

Zdobywca (2×): 2007, 2008
Finalista (2×): 2006, 2018

## Puchary międzynarodowe
Legenda do wszystkich tabel:
- Q – runda eliminacyjna, 1/16, 1/8, 1/4, 1/2 – odpowiednia faza rozgrywek, Grupa – runda grupowa, 1r gr – pierwsza runda grupowa, 2r gr – druga runda grupowa, F – finał, R – runda, PO – play-off
- k. – rzuty karne, los. – losowanie, Dogr. – dogrywka, w. – zasada bramek strzelonych na wyjeździe

| Sezon | Rozgrywki            | Runda | Klub                 | Dom | Wyjazd | Ogólnie |
| ----- | -------------------- | ----- | -------------------- | --- | ------ | ------- |
| 2008  | Puchar AFC           | Grupa | Al-Nahda Al-Burajmi  | 3–3 | 0–0    | 3–3     |
| 2008  | Puchar AFC           | Grupa | Shabab Al-Ordon Club | 0–0 | 2–3    | 2–3     |
| 2008  | Puchar AFC           | Grupa | Al-Sha'ab Hadramaut  | 2–1 | 0–0    | 2–1     |
| 2008  | GCC Champions League | Grupa | Dhofar Salala        | –   | 0–1    | 0–1     |
| 2008  | GCC Champions League | Grupa | Al-Ahli Dżudda       | –   | 0–0    | 0–0     |
| 2008  | GCC Champions League | Grupa | Al Salmiya           | –   | 2–3    | 2–3     |
| 2018  | Puchar AFC           | Grupa | Al-Jazeera Amman     | 1–1 | 0–3    | 1–4     |
| 2018  | Puchar AFC           | Grupa | Al-Ittihad Aleppo    | 2–1 | 2–1    | 4–2     |
| 2018  | Puchar AFC           | Grupa | Al Kuwait Kaifan     | 0–1 | 1–2    | 1–3     |

## Obecny skład
Stan na 21 sierpnia 2020
| Nr | Poz. | Piłkarz            |
| -- | ---- | ------------------ |
| ?  | BR   | Ahmed Abdul Rasool |
| ?  | BR   | Yazan Mofaddhi     |
| ?  | BR   | Ahmed Mohsen       |
| ?  | OB   | Hasan Al Shaikh    |
| ?  | OB   | Salem Adel         |
| ?  | OB   | Mohamed Eid        |
| ?  | OB   | Rashid Qamber      |
| ?  | OB   | Mohammed Sahwan    |
| ?  | PO   | Abdulrahman Yousif |
| ?  | PO   | Samoal Al Sir      |
| ?  | PO   | Ahmed Abdulla Ali  |
| ?  | PO   | Khaled Faisal      |
| ?  | PO   | Saud Hazaa         |
| ?  | PO   | Ali Kamel          |

| Nr | Poz. | Piłkarz               |
| -- | ---- | --------------------- |
| ?  | PO   | Ali Madan             |
| ?  | PO   | Hesham Nayem          |
| ?  | PO   | Abd Al Rahman Manzal  |
| ?  | PO   | Abdulla Mustafa       |
| ?  | PO   | Adel Salem            |
| ?  | PO   | Ibraheem Shareeda     |
| ?  | NA   | Mohammed Al Alawi     |
| ?  | NA   | Abel Al Romaihi       |
| ?  | NA   | Emmanuel              |
| ?  | NA   | Ibrahim Ahmed Habib   |
| ?  | NA   | Abdulaziz Khalid      |
| ?  | NA   | Ali Redha Abdulhusain |
| ?  | NA   | Abdullah Saif         |
| ?  | NA   | Abdulla Nemer         |